# Arthur Amos Noyes

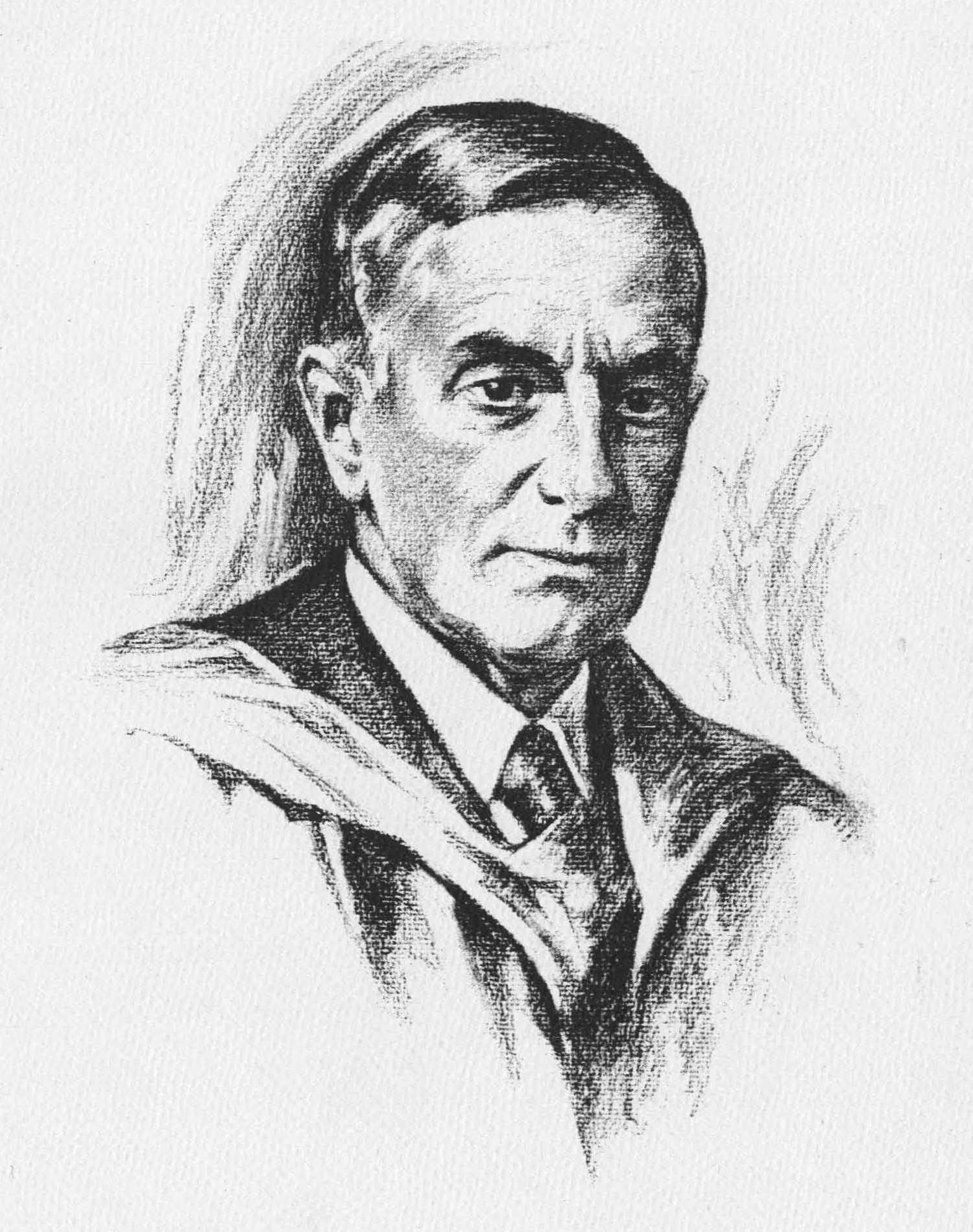
Dibujo de 1931 de Arthur Amos Noyes

Arthur Amos Noyes (13 de septiembre de 1866 - 3 de junio de 1936) fue un químico, inventor y educador estadounidense, nacido en Newburyport, Massachusetts, hijo de Amos y Anna Page Noyes, de soltera Andrews. Se doctoró en 1890 en la Universidad de Leipzig bajo la dirección de Wilhelm Ostwald.
Fue presidente en funciones del MIT entre 1907 y 1909 y profesor de química en el Instituto Tecnológico de California de 1919 a 1936. "Aunque el laboratorio [de Noyes] en el MIT era como un instituto en su financiación intramuros (procedente del Instituto Carnegie de Washington y de los derechos de patente de Noyes), Noyes reclutó a muchos de sus discípulos como estudiantes universitarios y se interesó profundamente por la educación de los ingenieros universitarios, tanto en el MIT como más tarde en Caltech. Roscoe Gilkey Dickinson fue uno de sus famosos alumnos.
Noyes ejerció una gran influencia tanto en la filosofía educativa del plan de estudios básico del Caltech como en las negociaciones que condujeron a la creación del Consejo Nacional de Investigación junto con George Ellery Hale y Robert Millikan. También formó parte del consejo de administración de Science Service, ahora conocida como Society for Science & the Public, entre 1921 y 1927.

## Ecuación de Noyes-Whitney
Junto con Willis Rodney Whitney, formuló en 1897 la ecuación de Noyes-Whitney, que relaciona la velocidad de disolución de sólidos con las propiedades del sólido y del medio de disolución. Se trata de una ecuación importante en la ciencia farmacéutica. La relación viene dada por:
{\displaystyle {\frac {dW}{dt}}={\frac {DA(C_{s}-C)}{L}}}
Dónde:
- {\displaystyle {\frac {dW}{dt}}} es la velocidad de disolución.
- A es el área de la superficie del sólido.
- C es la concentración del sólido en el medio de disolución en masa.
- {\displaystyle C_{s}} es la concentración del sólido en la capa de difusión que rodea al sólido.
- D es el coeficiente de difusión.
- L es el espesor de la capa de difusión.